# Coniocompsa zimmermani
Coniocompsa zimmermani is een insect uit de familie van de dwerggaasvliegen (Coniopterygidae), die tot de orde netvleugeligen (Neuroptera) behoort. 
De wetenschappelijke naam Coniocompsa zimmermani is voor het eerst geldig gepubliceerd door Kimmins in 1953.